# Carl Borchardt
Carl Wilhelm Borchardt (Berlino, 22 febbraio 1817 – Rüdersdorf, 27 giugno 1880) è stato un matematico tedesco.

## Biografia
Nacque a Berlino da una famiglia ebraica. Studiò matematica dal 1836 all'Università di Berlino con Dirichlet e nel 1839 si trasferì all'Università di Königsberg, dove studiò con Bessel, Neumann e Jacobi. Si laureò con una tesi sulle equazioni differenziali non lineari.
Nel 1843-1844 fece un viaggio in Italia con Jacobi poi per diversi anni si dedicò a sviluppare studi matematici originali a Berlino. Si occupò della media aritmetica-geometrica, proseguendo i lavori di Gauss e Lagrange in questo campo; generalizzò i risultati di Kummer sulla diagonalizzazione di matrici simmetriche, usando determinanti e funzioni di Sturm.
Nel 1856 divenne membro a pieno titolo dell'Accademia delle scienze di Berlino e da quell'anno fu direttore per 24 anni, fino alla morte, della rivista di matematica Crelle's Journal. In tale periodo la rivista era chiamata Borchardt's Journal.
Nel 1860 scoprì una formula della teoria dei grafi che nel 1889 fu generalizzata da Arthur Cayley. Cayley nel suo lavoro riconobbe la paternità della scoperta a Borchardt, ma oggi la formula è nota come formula di Cayley.